# 馮宜幹
馮宜幹（1963年—），加拿大政治人物，2022年起任職卑詩聯合黨（前稱卑詩自由黨）黨魁，2022年-24年間任卑詩省官方反對黨領袖和卑詩省議會溫哥華奎秦拿選區議員，2001年-13年間則任省議會素里—克洛佛代爾選區議員。他曾在前省長金寶爾和簡蕙芝內閣中出任運輸、衛生服務和財政廳長等職務，並曾於2011年-12年間任職卑詩省副省長。

## 背景
馮宜幹於卑詩省北溫哥華市出生，父親從事地產業，母親則為護士，在家裏六名兒子中排行第五。他於西溫哥華長大，從私立天主教中學溫哥華學院（Vancouver College）畢業後一度從事保險業。他此後活躍於卑詩社會信用黨，並到西門菲莎大學修讀政治學，1994年從該校取得文學士學位。
其後馮宜幹涉足素里市政壇，協助將市級政黨素里無黨派協會（Surrey Non-Partisan Association）改造成中間偏右的素里選民團隊（Surrey Electors Team）；該黨候選人麥卡勒姆（Doug McCallum）於1996年市選擊敗尋求連任的博斯（Bob Bose）當選素里市長。馮宜幹亦於1997年協助前白石市長何國定代表卑詩自由黨競逐卑詩省議會素里—白石選區議席補選。
他於1998年成立企業傳訊顧問公司通道集團（Access Group），同年11月在素里舉辦集會反對執政卑詩新民主黨省政府，約有3500人出席。他再於1999年統領項目試圖罷免多名新民主黨省議員，但因資金短缺而未能成事。

## 省政生涯

### 金寶爾內閣
馮宜幹於1999年擊敗尋求連任的麥金農（Bonnie McKinnon），贏取來屆省選的卑詩自由黨素里—克洛佛代爾選區候選人資格。他於2001年省選在該選區當選，首度晉身省議會，並獲新任省長金寶爾委入內閣，在自由黨多數政府中出任放寬監管省務廳長。卑詩省於2002年-06年間經濟好轉，有評論歸功於馮宜幹出任該職期間引入節省省府繁文縟節之舉措。
2004年1月他改任運輸及基礎建設廳長，接替請辭的韋珠迪。任內他改革大溫哥華地區公共交通機構運輸聯線之管理架構，引入由省府委任的專家小組以管理該局之日常運作，並設立市鎮長官聯席會以協調該局之長遠規劃。他並負責耗資三十億元之門廊項目，當中包括擴闊1號公路和興建新曼港橋。2005年省選他連任克洛佛代爾選區省議員後在金寶爾內閣中保留該廳長職務。
2009年省選後，再度連任省議員的馮宜幹在金寶爾內閣中調任衛生服務廳長。

### 簡蕙芝內閣
卑詩自由黨政府於2010年引入合併銷售稅（HST）後民望急跌，黨魁和省長金寶爾遂於同年宣佈辭職。馮宜幹則於同年11月30日宣布參選黨魁，並辭去衛生服務廳長職務。他倡議將HST稅率從12%降至10%，以及提前舉行HST去留公投。黨魁選舉在2011年2月26日舉行，馮宜幹在第三輪投票敗予簡蕙芝而告落選。簡蕙芝於同年3月就任省長後，委派馮宜幹出任副省長和財政廳長。
2012年8月，迎接次女於翌年誕生的馮宜幹宣布辭去內閣廳長職務，並不會於2013年省選競逐連任省議員。卸任後他於2013年5月出任安森資本（Anthem Capital）行政副總裁，並於同年6月獲任為亞太基金會董事會成員。

### 出任黨魁
卑詩自由黨在2020年省選僅贏取省議會87個議席中的28席，黨魁韋勤信遂告請辭。馮宜幹於2021年5月宣布再度競逐自由黨黨魁職務，強調有意變革該黨，當中包括更改該黨名稱以突顯其與聯邦自由黨互不隸屬。選舉結果於2022年2月5日公布，馮宜幹壓倒駱嘉鷹和李耀華等人，在第五輪投票以52%得票當選黨魁。
當時馮宜幹並非省議員，因此未能在議事廳中代表自由黨。韋勤信遂於同月17日辭去溫哥華奎秦拿選區省議員職務，讓馮宜幹透過競逐該區補選重返省議會。在同年4月30日舉行的補選中，馮宜幹以58.6%得票率當選該區省議員。
卑詩自由黨在他領導下於2023年4月更名為聯合黨。然而此舉未能扭轉該黨形勢，在卑詩保守黨崛起下聯合黨更於民調中跌至第三位。隨着包括前內閣廳長屈潔冰在內的多名聯合黨省議員轉投保守黨，馮宜幹亦於2024年8月28日宣佈解散聯合黨並終止該黨同年省選競選活動，部份聯合黨候選人將會為保守黨競選。在記者會上，馮宜幹呼籲該黨支持者轉投羅仕德領導的保守黨以避免鎅票令新民主黨漁人得利。馮宜幹同時宣布放棄在該屆省選競逐連任，同年10月省議員任期屆滿時卸任。

## 外部連結
- （英文）卑詩省議會網站 馮宜幹議員簡介 （页面存档备份，存于）